# Фырат, Денгир Мир Мехмет
Денгир Мир Мехмет Фырат (8 августа 1943 — 11 июля 2019) — турецкий политик, один из основателей Партии справедливости и развития.

## Биография
Денгир Фырат родился 8 августа 1943 года в городе Кяхта. Его дед Хаджи Бедир Фырат — политик, был членом первых составов парламента Турецкой республики. Дядя Денгира Фырата, Хюсейин Фехми Фырат, также был политиком, входил в состав парламента. Двоюродный брат Денгира Мехмет Сырры Туранлы являлся членом Сената и избирался в парламент.
Имя «Денгир» в переводе с курдского языка означает «громкий голос», значение имени «Мир» соответствует термину «бей» (вождь). Имя Мир Мехмет носил один из предков Денгира Фырата. Юсуф Халачоглу заявлял, что Денгир Фырат является этническим турком, а не курдом.
Денгир Фырат окончил Юридический факультет Анкарского университета. Затем работал юристом, фермером и торговцем.
В 1999 году Денгир Фырат был избран членом Великого национального собрания от исламистской партии добродетели. Внутри партии проходила борьба между реформистами, возглавляемыми Абдуллой Гюлем, и традиционалистами, лидером которых был Реджаи Кутан. В 2000 году Фырат пытался выдвинуться от своей партии кандидатом в президенты, но по итогам голосования от партии был выдвинут межпартийный кандидат Ахмет Сезер. В 2001 году партия добродетели была запрещена Конституционным судом Турции. После этого бывшие члены партии разделились. «Традиционалисты» создали партию счастья, «реформисты» — партию справедливости и развития. Денгир Фырат примкнул к «реформистам» и принимал участие в создании партии справедливости и развития.
После создания новой партии Денгир Фырат получил в ней должность заместителя председателя. В 2002 году он был избран членом Великого национального собрания, в 2007 году был переизбран. Несмотря на то, что партия справедливости и развития получила по итогам парламентских выборов 2002 и 2007 годов большинство мест в парламенте, Денгир Фырат ни разу не был включён в состав правительства. В 2008 году в интервью «New York Times» Фырат заявил, что секуляристские реформы, которую осуществлял Ататюрк, «нанесли травму» турецкому обществу.
В ноябре 2008 года Денгир Фырат ушёл с поста заместителя председателя партии после того, как во время дебатов с оппозиционером Кемалем Кылычдароглу последний обвинил Фырата в коррупции. 27 июля 2014 года Денгир Фырат вышел из партии справедливости и развития.
В 2015 году Фырат вступил в партию Демократическую партию народов (HDP). Считается, что его переход привёл к значительному росту числа голосов, отданных в пользу HDP среди курдов, проживающих на юго-востоке Турции. В июне 2015 года Фырат был избран членом Великого национального собрания. HDP сумела преодолеть десятипроцентный барьер, необходимый для попадания в парламент. Летом 2015 года Денгир Фырат был выдвинут от HDP кандидатом в спикеры парламента, но проиграл выборы.